# John Donne
John Donne (Londen, 1572 – aldaar, 31 maart 1631) was een Engels metafysisch dichter, satiricus, advocaat en anglicaans priester. Zijn werk omvat sonnetten, liefdespoëzie, religieuze gedichten, Latijnse vertalingen, epigrammen, elegieën, liederen, satirische verzen en preken. Donnes stijl wordt gekenmerkt door dramatisch realisme en sensualiteit. Zijn poëzie is levendig en maakt zowel gebruik van alledaagse woorden als van opvallende metaforen.

## Leven

### Jeugd en studie
John Donne (spreek uit als [dʌn], het Engelse "done") werd geboren als zoon van een Londense handelaar en zijn vrouw, de jongste dochter van de toneelschrijver John Heywood. Donnes ouders waren beide katholiek in een tijd waarin Engeland ernstig verdeeld was over geloofszaken. Koningin Elizabeth I vervolgde de katholieken en wierp zich op als verdediger van de Kerk van Engeland die haar vader Hendrik VIII gesticht had. Jacobus I, die haar opvolgde, tolereerde weliswaar het katholicisme, maar adviseerde Donne toch om, wilde hij carrière maken, zich tot de Kerk van Engeland te bekeren. Dat gebeurde ook: toen John Donne verzaakte aan het katholicisme, kreeg hij een aanstelling in de Kerk van Engeland. Donnes vader stierf toen John nog erg jong was, evenals heel wat broers en zusters, en zijn moeder hertrouwde tijdens zijn leven wel tweemaal. Donne studeerde aan Hart Hall van de Universiteit van Oxford en aan het Lincoln's Inn. Hij ontwikkelde zich tot een geleerde jonge man die verschillende talen sprak en gedichten schreef in het Engels en in het Latijn. Volgens Izaak Walton reisde John Donne na zijn studies in Spanje en Italië en wijdde zich nadien in Londen aan de rechtenstudie, eerst aan het Thavies Inn (1591) en daarna aan het Lincoln's Inn (1592–94).

### Werk en leven als volwassene

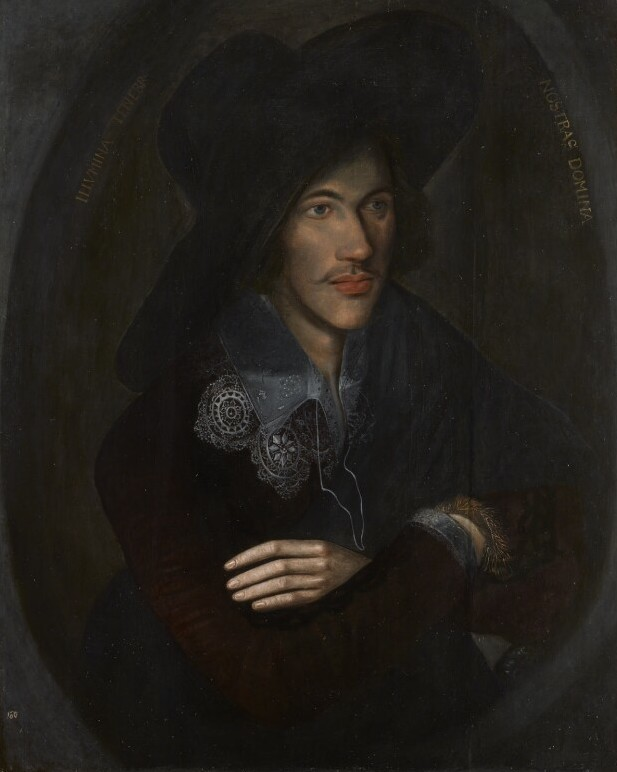
John Donne als jonge man, ca. 1595, onbekende kunstenaar

Donnes leven als volwassene was kleurrijk, gevarieerd en soms ronduit gevaarlijk te noemen. Zo nam hij dienst bij de koninklijke marine en werkte als parlementslid en diplomaat. In 1601 huwde hij in het geheim met Ann More, waarop hij door haar vader Sir George More in de gevangenis belandde. Pas maanden later werd hij vrijgesproken en vestigde zich, totaal geruïneerd, met zijn vrouw bij haar neef in Surrey. Zijn vrouw Anne zou hem 12 kinderen schenken, waarvan er 5 voor hun volwassenheid stierven. De volgende jaren werden heel rusteloos: hij verhuisde vaak en reisde uitgebreid door Frankrijk en Italië. Zijn pogingen om een betaald ambt in de wacht te slepen, liepen echter steeds op niets uit. In 1615 werd Donne benoemd tot predikant binnen de Anglicaanse Kerk en pas in 1621 werd hij aangesteld tot dean (deken) van St. Paul's Cathedral. Hij was zeer bekwaam in zijn functie en mocht zelfs preken in aanwezigheid van het koninklijk hof. Donnes preken werden beroemd omwille van hun kracht en directheid.
In de laatste tien jaar voor zijn dood in 1631 concentreerde Donne zich meer op het schrijven van sermoenen dan op gedichten. Tot in onze tijd oogst hij voor zowel zijn poëzie als voor deze preken bewondering. Het zijn echter vooral zijn gedichten die begin 20e eeuw voor een echte "Donne-revival" zorgden na jaren van vergetelheid. Reeds in de late 19e en vroege 20e eeuw verschenen drie edities van John Donnes werk. Vooral die van Sir H.J.C. Griersons uit 1912 werd al snel aanvaard als het standaardwerk voor de studie van Donne. Deze hernieuwde belangstelling werd geleid door dichters als T.S. Eliot die John Donne erkenden als de leidende exponent van de stroming die bekend werd als de metafysische poëzie van de 16de en vroege 17e eeuw.

## Stijl
John Donne wordt tegenwoordig beschouwd als de belangrijkste dichter van de groep dichters die bekendstaat als de Metaphysical poets. Op te merken valt dat er in de 17e eeuw helemaal geen georganiseerde groep is geweest die zichzelf de metafysische dichters noemde. De term is afkomstig van John Dryden en Samuel Johnson. Donnes invloed was wel voelbaar in het werk van dichters als Andrew Marvell, Richard Crashaw, Henry Vaughan Robert Herrick, Abraham Cowley en George Herbert. Typisch aan deze stijl zijn onder meer: ongewone rijmschema's, dubbelzinnigheid, verrassende en soms bizarre metaforen en "conceits" (vondsten die je als lezer op het verkeerde been zetten). Zo vergelijkt hij in een van zijn gedichten de liefde met een vleesetende vis en in een ander gedicht verzoekt hij God om hem te zuiveren door hem te onteren (to rape).
Donnes poëzie betekent een radicale breuk met de vroegere 'Elizabethaanse' poëzie. Hij rebelleert tegen de gepolijste verzen en bloemrijke taal van zijn voorgangers, en tegen de hele conventionele beeldentaal waarvan een 16e-eeuws dichter zich toen moest bedienen. De stijlmiddelen die hij daarbij aanwendt, met name in zijn liefdespoëzie, zijn zeer divers. Zo beginnen of eindigen sommige van zijn gedichten heel abrupt, of zij veranderen onverwacht van toon, maken gebruik van een onregelmatig metrum, en zetten de lezer op een been met woordspelingen, paradoxen en (te) strikt doorgevoerde logica. Een in het oog springend kenmerk van zijn poëzie is de reeds vermelde metafysische conceit, die twee niet-gerelateerde onderwerpen met elkaar verbindt tot een verrassende, en soms choquerende gedachte. Bovenal schitteren Donnes gedichten door spitsvondigheid, het met logica en absurde analogieën uitwerken van een argument.
Zijn taalgebruik is voor zijn tijd even onconventioneel. Ruwe taal schuwt hij niet. Daarnaast put hij voor de termen die hij gebruikt uit zijn kennis van verschillende wetenschappen van zijn tijd, waaronder astronomie, astrologie, alchemie, geografie, theosofie en filosofie. Natuurlijk gebruikt hij soms ook, als advocaat, wettelijke terminologie. In het voorbeeld hieronder, een versregel uit To His Mistress Going to Bed blijkt Donnes interesse in geografie. Donne vergelijkt hierin het lichaam van zijn geliefde met Amerika, een nog te ontginnen gebied. De achterliggende bedoeling van deze belofte van een groot avontuur is om haar in bed te krijgen.
O my America! my new-found-land
Wat ook uit dit fragment blijkt, is dat Donne een man van contradicties was. Als vooraanstaand lid van de Anglicaanse Kerk toonde hij een diepe spiritualiteit die zich heel zijn leven in zijn geschriften manifesteerde. Maar John Donne kende ook zinnelijkheid, sensualiteit en hang naar gevaar en avontuur. Hij wist in zijn werk spiritualiteit en fysieke zinnelijkheid te verenigen.

## Teksten
In tegenstelling tot zijn vriend en tijdgenoot Ben Jonson, die zelf nauwgezet toezag op de uitgave van zijn werken (Workes, 1616), vermeed Donne zo veel mogelijk om zijn werk in druk te laten verschijnen. In een brief uit 1609 aan Henry Goodyer schrijft hij dat hij "a graver course than of a Poet" nastreefde. De weinige uitgaven die tijdens zijn leven in druk verschenen, werden uitgegeven op aandrang van zijn vrienden. Zij waren altijd de eersten aan wie hij zijn gedichten liet lezen en Donnes faam als dichter begon in dit kleine circuit van enthousiaste lezers. Het gevolg van zijn weigerachtige houding om zijn werk te laten uitgeven is dat gedurende zijn leven alleen de Anniversaries over de dood van Elizabeth Drury in druk verschenen, en de bijbehorende Funerall Elegie (1611 en 1612). Waarschijnlijk was de opdrachtgever Elizabeths vader Robert Drury die toen optrad als Donnes beschermheer. Zelfs dan vermeed Donne om zijn naam op het titelblad te laten zetten, want dit was een praktijk die niet strookte met zijn idee van een gentleman. Voor de rest van zijn leven zouden van zijn gedichten slechts manuscripten - en kopieën ervan - circuleren.
Van zijn prozawerk liet Donne toe dat er negen gedrukt werden; zes ervan waren preken. Van die negen werken waren er slechts zeven waarvan hij toestond dat zijn naam op het titelblad werd gezet. Hiertoe behoorden Devotions upon Emergent Occasions uit 1624 en de zes preken (sermons) die in kleine oplage apart werden gepubliceerd tussen 1622 en 1627. Verder werden nog twee anonieme werken gedrukt: Pseudo-Martyr in 1610 en Ignatius his Conclave in zowel een Latijnse als Engelse uitgave (1611). Donne bleef voortdurend op zijn hoede om niet versleten te worden voor een professioneel schrijver, hoewel het maken van gedichten wel als een passende bezigheid voor een gentleman werd beschouwd. Bovenal wilde hij echter bewonderd en geëerd worden voor zijn gravitas, een ernstige en waardige houding die paste bij een heer van zijn stand. Mogelijk zouden vooral zijn erotische gedichten toen inderdaad als aanstootgevend ervaren zijn, evenals de politieke en theologische kwesties die hij erin verwerkte. Donne moest immers vooral bij zijn beschermheren en opdrachtgevers een goede indruk maken. Toch zou zijn werk via manuscripten zelfs doordringen tot in de kringen van het koninklijke hof.

### Betwiste geschriften
Een groot nadeel van verspreiding via manuscripten tegenover gedrukte werken is uiteraard de kans dat het origineel door voortdurend kopiëren wordt veranderd. Daar moet dan nog aan worden toegevoegd dat tijdens John Donnes leven al een aantal geschriften opdoken die weliswaar zijn naam droegen, maar volgens huidige onderzoekers niet door hem geschreven waren. Vooral in de periode dat Donne als "Dr. Donne'" en deken van St. Paul maatschappelijk aanzien had verworven deden veel van dergelijke manuscripten de ronde. Zo wordt het auteurschap van onder meer volgende werken die zijn naam dragen betwist:
- "Julia", een satirisch gedicht en "Tale of a Citizen and his Wife", beide uit de tweede editie van Donnes Poems (1635).
- Enkele van de "Paradoxes" (1652) worden door onder meer onderzoeker Helen Peters als vermoedelijk niet authentiek beschouwd

Een ander probleem dat opduikt bij het samenstellen van de werken van Donne is het bepalen van de chronologie en de volgorde van deze werken. Zo wijken de verschillende manuscripten die er van de "Holy Sonnets" bestaan onderling nogal af in de manier waarop zij de sonnetten nummeren of de reeksen waarin zij de sonnetten plaatsen. Van de 17e tot de 20e eeuw werd gewoonlijk de volgorde overgenomen van de Holy Sonnets die de uitgever van de 1635 -editie (een revisie van die van 1633) had bepaald. In onze tijd bestaat er echter weer interesse voor de vroegste manuscripten.
Ook bij Donnes 'Elegieën' (Elegies) heeft onderzoek uitgewezen dat althans bij enkele Elegies aanstootgevende verzen in verschillende versies circuleerden. Een voorbeeld hiervan is het bekende verleidingsgedicht "To His Mistress Going to Bed", waarin de dichter zijn geliefde aanport om zich te ontkleden en zich seksueel aan hem over te geven. De uitgever van de versie 'Poems' die in 1633 verscheen had het uit vrees voor schandaal zelfs niet opgenomen in de bundel, en het was pas in 1669 dat een waarschijnlijk 'gekuiste' versie werd gepubliceerd.

### Poëzie
- Poems (1633)
- Poems on Several Occasions (2001)
- Love Poems (1905)
- John Donne: Divine Poems, Sermons, Devotions and Prayers (1990)
- The Complete English Poems (1991)
- John Donne's Poetry (1991)
- John Donne: The Major Works (2000)
- The Complete Poetry and Selected Prose of John Donne (2001)

### Proza
- Pseudo-Martyr (1610)
- Six Sermons (1634)
- Biathanatos (1647)
- Fifty Sermons (1649)
- Paradoxes, Problemes, Essayes, Characters (1652)
- Essayes in Divinity (1651)
- Sermons Never Before Published (1661)
- John Donne's 1622 Gunpowder Plot Sermon (1996)
- Devotions Upon Emergent Occasions and Death's Duel (1999; eerste publicatie 1624)

## Moderne referenties
- in de film The Exorcist III citeert een personage uit een van Donnes gedichten.
- in de film Tristan and Isolde van Kevin Reynolds citeert Isolde uit zijn gedicht The Good-Morrow.
- in de televisiefilm "Wit"(eng.) uit 2001 speelt Emma Thompson een professor in Engelse literatuur die tijdens haar ziekte soelaas vindt in de Holy Sonnets van Donne.
- in Lost in Austen, de Britse miniserie gebaseerd op Jane Austens Pride and Prejudice, verwijst Bingley naar John Donne, wanneer hij Jane een reis naar Amerika voorstelt: "John Donne, don't you know? 'License my roving hands,' and so forth."
- in Outlander (seizoen 1, episode 5) citeert Claire aan de boord van een meer "That Time and Absence proves Rather helps than hurts to loves" uit een ode van Donne.
- Oppenheimer doopte het eerste atoombomexperiment "Trinity" ("Drie-eenheid"), naar een gedicht van John Donne.